# Cantón de Auneuil
El cantón de Auneuil era una división administrativa francesa, que estaba situada en el departamento de Oise y la región de Picardía.

## Composición
El cantón estaba formado por veinte comunas:
- Auneuil
- Auteuil
- Beaumont-les-Nonains
- Berneuil-en-Bray
- Frocourt
- Jouy-sous-Thelle
- La Houssoye
- La Neuville-Garnier
- Le Mesnil-Théribus
- Le Mont-Saint-Adrien
- Ons-en-Bray
- Porcheux
- Rainvillers
- Saint-Germain-la-Poterie
- Saint-Léger-en-Bray
- Saint-Paul
- Troussures
- Valdampierre
- Villers-Saint-Barthélemy
- Villotran

## Supresión del cantón de Auneuil
En aplicación del Decreto n.º 2014-196 de 20 de febrero de 2014, el cantón de Auneuil fue suprimido el 22 de marzo de 2015 y sus 20 comunas pasaron a formar parte; doce del nuevo cantón de Beauvais-2, seis del nuevo cantón de Chaumont-en-Vexin y dos del nuevo cantón de Beauvais-1.